# Rubraea abdera
Rubraea abdera is een vlinder uit de familie van de Nymphalidae. De soort is voor het eerst wetenschappelijk beschreven als Acraea abdera door William Chapman Hewitson in een publicatie uit 1852.
Deze soort komt voor in Guinee, Sierra Leone, Liberia, Ivoorkust, Ghana, Togo, Benin, Nigeria, Kameroen, Equatoriaal Guinea, Gabon, Centraal Afrikaanse Republiek, Zuid-Soedan en Oeganda, waar het zich ophoudt langs bosranden.